# Tarawa-Sud

Carte schématique de l'atoll de Tarawa avec Tarawa-Sud qui s'étend de Betio à Bonriki.

Tarawa-Sud est la capitale des Kiribati, une communauté urbaine de l'atoll de Tarawa. Le nom de son conseil municipal en gilbertin et en anglais est Teinainano Urban Council (littéralement « conseil urbain de la bôme »), le plus souvent abrégé en TUC, sigle qui constituait la plaque minéralogique. Tarawa-Sud comprend également depuis 1972 le conseil urbain de Betio qui a longtemps été le chef-lieu principal du protectorat puis de la colonie britannique, jusqu'à l'occupation japonaise de 1941.
En 2005, il y avait 40 311 habitants, en 2015, 38 968 (hors Betio), en 2020, 63 439 (avec Betio).

## Description
Son toponyme vient de « te rawa », ce qui signifie en gilbertin la passe (du lagon). C'est en effet un des deux seuls atolls des Kiribati à posséder une passe qui permet aux grands navires d'entrer aisément dans le lagon. C'est aussi la raison de son choix comme atoll-capitale après 1945, bien qu'il ne soit pas au centre de l'archipel.
Tarawa-Sud s'étend, de Betio à Bonriki, sur une trentaine de kilomètres, une dizaine d'îlots reliés entre eux, soit toute la branche sud de l'atoll (d'où le nom en gilbertin de « bôme », l'atoll ressemblant à une voile latine). La branche nord s'appelle en gilbertin « ieta » (« mât ») (Tarawa-Nord).
Le long d'une route asphaltée et bordée de trottoirs pour les piétons qui relie des îlots entre eux, se succèdent d'ouest en est les petites villes et villages suivants : Bairiki, reliée à Betio par une jetée, le Japanese Causeway ou Dai Nippon Causeway, Nanikau, Teaoraereke, Antebuka, Banraeaba, Ambo, Taborio, Tangitebu, Eita, Abaroa, Bikenibeu, Nawerewere (également appelée Causeway, en raison d'une autre jetée qui la relie à Bonriki), Temwaiku, Bonriki et Tanaea. La route principale a été entièrement refaite grâce à une aide d'Australian Aid (en) en février 2016.
En 1972, Tarawa-Sud a été divisée en deux conseils urbains autonomes, Betio Town Council (BTC) d'une part et Teinainano Urban Council (TUC) pour le reste. Betio, avec 18 565 habitants, constitue depuis une commune autonome de Tarawa-Sud et est le port principal du pays.
Bikenibeu est aujourd'hui la plus peuplée des localités de TUC avec 7 547 habitants, devant Teaoraereke, 6 073, Temwaiku, 5 504, et Eita, 3 921. Bonriki compte 3 075 hab. (recensement de novembre 2020).
Bairiki, avec 3 500 habitants, est le plus souvent considérée comme le centre administratif principal de la république des Kiribati (siège de la présidence et de quelques ministères mais n'est pas une collectivité territoriale à proprement parler) : à Ambo (3 373 habitants) siège le Parlement, la Maneaba ni Maungatabu ; l'essentiel du gouvernement ainsi que la Présidence sont situés à Bairiki.
Tarawa-Sud est également le siège de l'évêché catholique de Tarawa et de Nauru, de la Kiribati Uniting Church et de nombreuses institutions de la république (école normale, hôpital Tungaru, lycée Moroni (Église de Jésus-Christ des saints des derniers jours) ainsi que d'un centre de l'Université du Pacifique Sud. Y est aussi installé le Te Umanibong, le musée national, à Bikenibeu.
Cette communauté urbaine de Tenainano concentre plus de la moitié de la population de la république et élit trois députés au Parlement (Maneaba ni Maungatabu), sur 44 députés élus, tandis que Betio en élit également trois.
Elle est reliée à l'île de Betio par une jetée (Japanese Causeway) depuis les années 1980. L'îlot de Bonriki possède un aéroport international (Code AITA : TRW ; code OACI : NGTA).

### Population

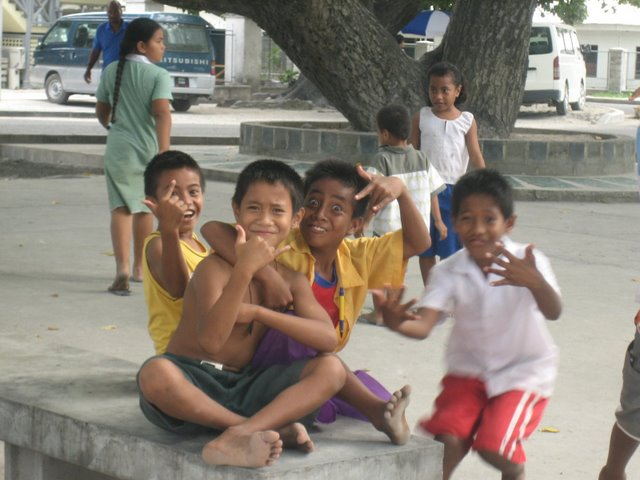
Enfants sur la place de Bairiki, Tarawa, Kiribati

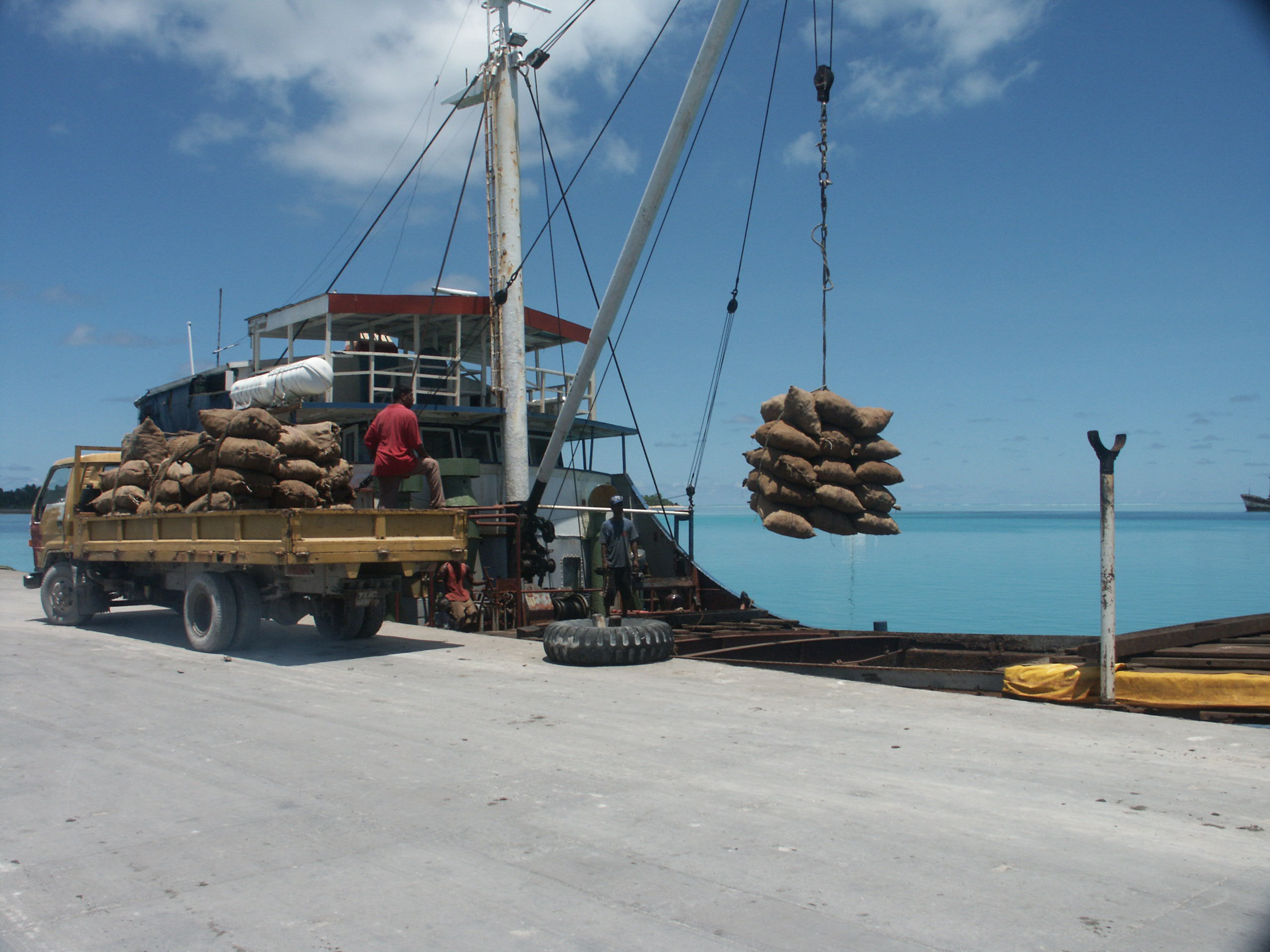
Chargement de coprah au port de Betio, Tarawa

Lors du recensement de 1978, Tarawa-Sud, à la veille de l'indépendance, comptait une population de 17 921 h., avec la plupart habitant Betio, Bairiki et Bikenibeu. Depuis 1979, la population a presque triplé et dépasse 63 000 h. désormais, tout Tarawa-Sud est désormais urbanisée, constituant une unique zone ininterrompue d'habitation de Tanaea à Betio.
La municipalité de Tarawa Sud compte une population de 63 349 habitants en 2020.
| Tarawa-Sud : Villes, villages et population |        |        |        |        |
| Zone de recensement                         | 1978   | 2005   | 2010   | 2020   |
| Tanaea                                      | 27     | 91     | 279    | 317    |
| Bonriki                                     | 635    | 2 119  | 2 355  | 3 075  |
| Temwaiku                                    | –      | 2 011  | 3 135  | 5 504  |
| Ananau Causeway (Nawerewere)                | –      | 1 780  | 2 054  | 2 569  |
| Bikenibeu                                   | 3 971  | 6 170  | 6 568  | 7 547  |
| Abarao                                      | 322    | 908    | 1 665  | 2 017  |
| Eita                                        | 612    | 2 299  | 3 061  | 3 921  |
| Tangintebu                                  | 128    | 94     | 89     | 210    |
| Taborio                                     | 187    | 955    | 1 282  | 1 410  |
| Ambo                                        | –      | 1 688  | 2 200  | 3 373  |
| Banraeaba                                   | 501    | 1 789  | 1 969  | 2 897  |
| Antebuka                                    | 504    | 390    | 1 087  | 1 204  |
| Teaoraereke                                 | 848    | 3 939  | 4 171  | 6 073  |
| Nanikai                                     | 604    | 803    | 988    | 1 257  |
| Bairiki                                     | 1 956  | 2 766  | 3 524  | 3 500  |
| Betio                                       | 7 626  | 12 509 | 15 755 | 18 565 |
| Total Tarawa-Sud                            | 17 921 | 40 311 | 50 182 | 63 439 |